# 音楽おもちゃ箱
『音楽おもちゃ箱』（おんがくおもちゃばこ、英: Musical Toys）は、ロシアの作曲家ソフィア・グバイドゥーリナが1969年に作曲した、子供のためのピアノ作品である。

## 初演
初演は1993年にアメリカでアンドレアス・ヘフリガーの演奏によって世界初演された。

## 楽曲構成
全14曲からなる。演奏時間は約15分。
1. 機械仕掛けのアコーディオン
2. 魔法の回転木馬
3. 森の中のラッパ吹き
4. 魔法使いの鍛冶屋
5. 4月のある日
6. 漁夫の唄
7. 小さなシジュウカラ
8. コントラバス弾きの熊と黒人の女
9. キツツキ
10. 鹿のいる森の空き地
11. 鈴のついた雪ぞり
12. こだま
13. ドラム奏者
14. 森の音楽家